# Mandevilla jasminiflora
Mandevilla jasminiflora är en oleanderväxtart som beskrevs av R. E. Woodson. Mandevilla jasminiflora ingår i släktet Mandevilla och familjen oleanderväxter. Inga underarter finns listade i Catalogue of Life.